# اخورد
اخورد، روستایی است از توابع بخش چهاردانگه شهرستان ساری در استان مازندران ایران.

## جمعیت
این روستا در دهستان گرماب قرار داشته و براساس آخرین سرشماری مرکز آمار ایران که در سال ۱۳۸۵ صورت گرفته، جمعیت آن ۴۳نفر (۱۲خانوار) بوده‌است.